# Nazionale maschile universitaria di football americano del Giappone
La nazionale di football americano universitaria del Giappone è la selezione maschile di football americano della JAFA, che rappresenta il Giappone nelle varie competizioni ufficiali o amichevoli riservate a squadre nazionali universitarie.

## Risultati
Legenda: Grassetto: Risultato migliore, Corsivo: Mancate partecipazioni

## Dettaglio stagioni

### Mondiali

#### Fase finale
| Stagione | regular season | regular season | regular season | regular season | regular season | regular season | playoff | playoff | playoff | playoff | playoff | playoff       | playoff    |
|          | Vin            | Par            | Per            | Tot            | PF             | PS             | Vin     | Per     | Tot     | PF      | PS      | risultato     | avversaria |
| -------- | -------------- | -------------- | -------------- | -------------- | -------------- | -------------- | ------- | ------- | ------- | ------- | ------- | ------------- | ---------- |
| 2014     | 3              | 0              | 1              | 4              | 202            | 14             |         |         |         |         |         | Secondo posto |            |
| 2016     | 2              | 0              | 2              | 4              | 161            | 58             |         |         |         |         |         | Terzo posto   |            |
| 2018     | 2              | 0              | 2              | 4              | 113            | 81             |         |         |         |         |         | Terzo posto   |            |
| Totale   | 7              | 0              | 5              | 12             | 476            | 153            |         |         |         |         |         |               |            |

Fonte: americanfootballitalia.com

### Riepilogo partite disputate
| Anno           | Luogo     | Evento   | Fase del torneo | Incontro                 | Risultato |
| 2014           | Uppsala   | Mondiale | Girone          | Finlandia - Giappone     | 0 - 84    |
| 2014           | Uppsala   | Mondiale | Girone          | Cina - Giappone          | 0 - 54    |
| 2014           | Uppsala   | Mondiale | Girone          | Giappone - Svezia        | 57 - 0    |
| 2014           | Uppsala   | Mondiale | Girone          | Giappone - Messico       | 6 - 14    |
| 2016           | Monterrey | Mondiale | Girone          | Giappone - Guatemala     | 72 - 0    |
| 2016           | Monterrey | Mondiale | Girone          | Giappone - Stati Uniti   | 14 - 22   |
| 2016           | Monterrey | Mondiale | Girone          | Messico - Giappone       | 36 - 3    |
| 2016           | Monterrey | Mondiale | Girone          | Giappone - Cina          | 72 - 0    |
| 14 giugno 2018 | Harbin    | Mondiale | Girone          | Giappone - Corea del Sud | 37 - 0    |
| 16 giugno 2018 | Harbin    | Mondiale | Girone          | Giappone - Cina          | 70 - 0    |
| 19 giugno 2018 | Harbin    | Mondiale | Girone          | Giappone - Stati Uniti   | 3 - 42    |
| 24 giugno 2018 | Harbin    | Mondiale | Girone          | Messico - Giappone       | 39 - 3    |

## Confronti con le altre Nazionali
Questi sono i saldi del Giappone nei confronti delle Nazionali incontrate.

### Saldo positivo
| Nazionale | Giocate | Vinte | Pareggiate | Perse | PF  | PS | Ultima vittoria | Ultimo pari | Ultima sconfitta |
| --------- | ------- | ----- | ---------- | ----- | --- | -- | --------------- | ----------- | ---------------- |
| Cina      | 3       | 3     | 0          | 0     | 196 | 0  | 2016            | -           | -                |
| Finlandia | 1       | 1     | 0          | 0     | 84  | 0  | 2014            | -           | -                |
| Guatemala | 1       | 1     | 0          | 0     | 72  | 0  | 2016            | -           | -                |
| Svezia    | 1       | 1     | 0          | 0     | 57  | 0  | 2014            | -           | -                |

### Saldo negativo
| Nazionale     | Giocate | Vinte | Pareggiate | Perse | PF | PS | Ultima vittoria | Ultimo pari | Ultima sconfitta |
| ------------- | ------- | ----- | ---------- | ----- | -- | -- | --------------- | ----------- | ---------------- |
| Corea del Sud | 1       | 0     | 0          | 1     | 0  | 37 | -               | -           | 2018             |
| Stati Uniti   | 2       | 0     | 0          | 2     | 17 | 64 | -               | -           | 2018             |
| Messico       | 3       | 0     | 0          | 3     | 12 | 89 | -               | -           | 2018             |

## Roster storici
| Roster del Giappone - Mondiale universitario 2014 |
| --- |
| Quarterback - 10 Kyogo Kishimura - 12 Yuichiro Araki - 18 Takuya Ishiuchi Running Back - 3 Kazuki Takaguchi RB/K/P - 28 Shu Inōe - 34 Shun Umehara - 49 Ryuhei Kajiwara FB Wide Receiver - 1 Shingo Maeda - 7 Shin Takasaki - 9 Hiroyuki Umemoto - 11 Tatsuya Tonka - 19 Keita Suzuki WR/RB - 88 Muneyuki Kinoshita Tight End - 89 Yūji Mizuno Offensive Linemen - 50 Junpei Shibata - 56 Masaaki Hattori G/FB - 57 Tomoaki Sakaguchi OT - 60/82 Kōhei Yamashita OL/TE - 74 Iyan Uesawa C - 77 Hiroshi Sakaguchi G - 79 Jun Tomokuni Defensive Linemen - 22 Kyosuke Kamiyama - 55 Gendai Takechi - 90 Makoto Kajiwara - 91 Kento Ikenaga - 92 Yūhi Fujitani - 94 Daichi Shibata - 98 Takuya Seike DT - 99 Ryōta Takahashi DE Linebacker - 2 Genki Takeda - 5 Kevin Coghlan LB/P - 13 Takuya Iwamoto - 44 Keisuke Ota - 47 Naoki Hayashi - 54 Itsuki Kato Defensive Back - 14 Yoto Omori - 17 Yu Kitamura - 24 Shota Ozeki - 31 Akira Ōnuki - 32 Shūhei Miyagawa S - 35 Yūki Ishii CB - 36 Hirokazu Sueyoshi - 40 Shōgo Nakatani Special Team - 16 Shintarō Saeki K/P - 85 Hayato Araki LS Roster aggiornato al 6 febbraio 2025 Coaching staff Coach Hajime Ichinose · Coach Yuji Ikegami · Coach Masato Itai · Coach Yaichi Mizuno · Coach Taku Mori · Coach Toshihidi Nakamura · Coach Kazuki Ōmura · Coach Kunihito Rikino · Coach Shinichi Takeda · Coach Masaki Tokimoto |

| Roster del Giappone - Mondiale universitario 2016 |
| --- |
| Quarterback - 10 Ryohei Takahashi - 11 Yuto Nishiyama - 12 Takuya Ishiuchi - 13 Yuki Masamoto Running Back - 20 Nanato Nishimura - 22 Maoki Furukawa - 24 Kazuki Takaguchi - 29 Taku Lee Wide Receiver - 80 Seiya Inokuma - 81 Aruto Nishimura - 82 Shunya Kotsusa - 83 Sogo Nakamura - 84 Yoshihito Ōmi - 85 Ryuki Suzuki - 86 Akira Shirane - 87 Koki Narita Tight End - 23 Tatsuya Yamazaki - 88 Tomohiro Aone - 89 Yuya Sasaki Offensive Linemen - 70 Sho Yamashita - 71 Takumi Tamamura - 72 Kei Murata - 73 Takahiro Shimazaki - 75 Kōhei Yamashita OL/TE - 76 Hiroshi Matsubara - 77 Naoki Usui - 78 Yohei Sito - 79 Yusuke Sajima Defensive Linemen - 51 So Endo - 90 Koki Takahashi - 91 Chikaki Kaneshiro - 92 Masaki Sato - 93 Hiroaki Nakazato - 94 Kentaro Matsubara - 97 Shogo Yamazaki - 99 Onokanji Ono Linebacker - 32 Takuya Iwamoto OLB - 34 Kiichi Nakagawa OLB - 37 Kazumasa Takahashi - 50 Yudai Urano - 52 Yuki Sameya - 53 Jinya Kimura - 54 Kevin Coghlan LB/P Defensive Back - 21 Kai Okumoto - 25 Kengo Teranaka - 26 Ryosuke Morioka - 28 Ryota Yoneda - 30 Toshiki Kimura - 31 Sano Go - 33 Masahiro Akiyama - 35 Akira Ōnuki - 36 Daichi Kozu Special Team - 1 Kenichi Otsuki K/P - 2 Kosuke Nakazawa LS Roster aggiornato al 10 febbraio 2025 |